# Great Falls (Virginia)
Great Falls is een plaats (census-designated place) in de Amerikaanse staat Virginia, en valt bestuurlijk gezien onder Fairfax County.

## Demografie
Bij de volkstelling in 2000 werd het aantal inwoners vastgesteld op 8549.

## Geografie
Volgens het United States Census Bureau beslaat de plaats een oppervlakte van
46,4 km², waarvan 46,3 km² land en 0,1 km² water.

## Plaatsen in de nabije omgeving
De onderstaande figuur toont nabijgelegen plaatsen in een straal van 12 km rond Great Falls.